# All or Nothing (Cher)
All or Nothing è un singolo della cantante statunitense Cher, pubblicato il 7 maggio 1999 come terzo estratto dal ventitreesimo album in studio Believe.
Il brano è stato scritto da Paul Barry e Mark Taylor e prodotto da quest'ultimo.

## Tracce
CD Maxi (Stati Uniti)
1. All Or Nothing (Danny Tenaglia International Mix) – 9:48
2. All Or Nothing (Metro Radio Mix) – 3:59
3. All Or Nothing (Danny Tenaglia Cherbot Vocadub) – 12:38
4. All Or Nothing (Almighty Definitive Mix) – 8:33
5. Dov'è l'amore (Todd Terry's TNT Club Mix) – 6:53
6. Dov'è l'amore (Tony Moran's Anthem Mix) – 9:54
7. Dov'è l'amore (Ray Roc's Latin Soul Vocal Mix) – 9:38
8. Dov'è l'amore (Tee's Radio Mix) – 3:21
9. Dov'è l'amore (Tony Moran's Anthem 7" Mix) – 3:30
10. Dov'è l'amore (Ray Roc's Radio Mix) – 3:33

CD 1 Singolo (Regno Unito)
1. All Or Nothing – 3:58
2. All Or Nothing (Almighty Definitive Mix) – 8:32
3. All Or Nothing (K-Klass Klub Mix) – 7:02

CD 2 Singolo (Regno Unito)
1. All Or Nothing – 3:58
2. All Or Nothing (Metro Radio Mix) – 3:59
3. All Or Nothing (Almighty Radio Edit) – 3:37
4. All Or Nothing (K-Klass Radio Mix) – 3:50

## Classifiche
| Classifica (1999) | Posizione massima |
| ----------------- | ----------------- |
| Austria           | 38                |
| Belgio (Fiandre)  | 28                |
| Belgio (Vallonia) | 28                |
| Finlandia         | 4                 |
| Francia           | 30                |
| Germania          | 44                |
| Irlanda           | 26                |
| Nuova Zelanda     | 28                |
| Paesi Bassi       | 61                |
| Regno Unito       | 12                |
| Svezia            | 58                |
| Svizzera          | 30                |